# Pentadiplandra brazzeana
Pentadiplandra brazzeana är en tvåhjärtbladig växtart som beskrevs av Henri Ernest Baillon. Pentadiplandra brazzeana ingår i släktet Pentadiplandra och familjen Pentadiplandraceae. Utöver nominatformen finns också underarten P. b. valida.